# Limnaecia hemidoma
Limnaecia hemidoma là một loài bướm đêm thuộc họ Cosmopterigidae. Nó được tìm thấy ở Úc.